# Obschtschi Syrt
Der Obschtschi Syrt (russisch Общий Сырт) ist ein niedriger Höhenzug im Osten des europäischen Teils von Russland. Er zweigt nördlich von Orenburg vom Südural ab und erstreckt sich in Richtung Südwesten bis zur Wolga.
Der 500 km lange Gebirgszug bildet sowohl die Wasserscheide zwischen den Flüssen Wolga und Ural als auch einen Teil der Grenze zwischen Europa und Asien. Er erreicht im Ostteil Höhen von bis zu 405 Metern. Der Nordhang des Obschtschi Syrt ist von Laubwäldern bedeckt, während der südliche Hang zur Kaspischen Senke hin Steppencharakter hat.